# Laïta

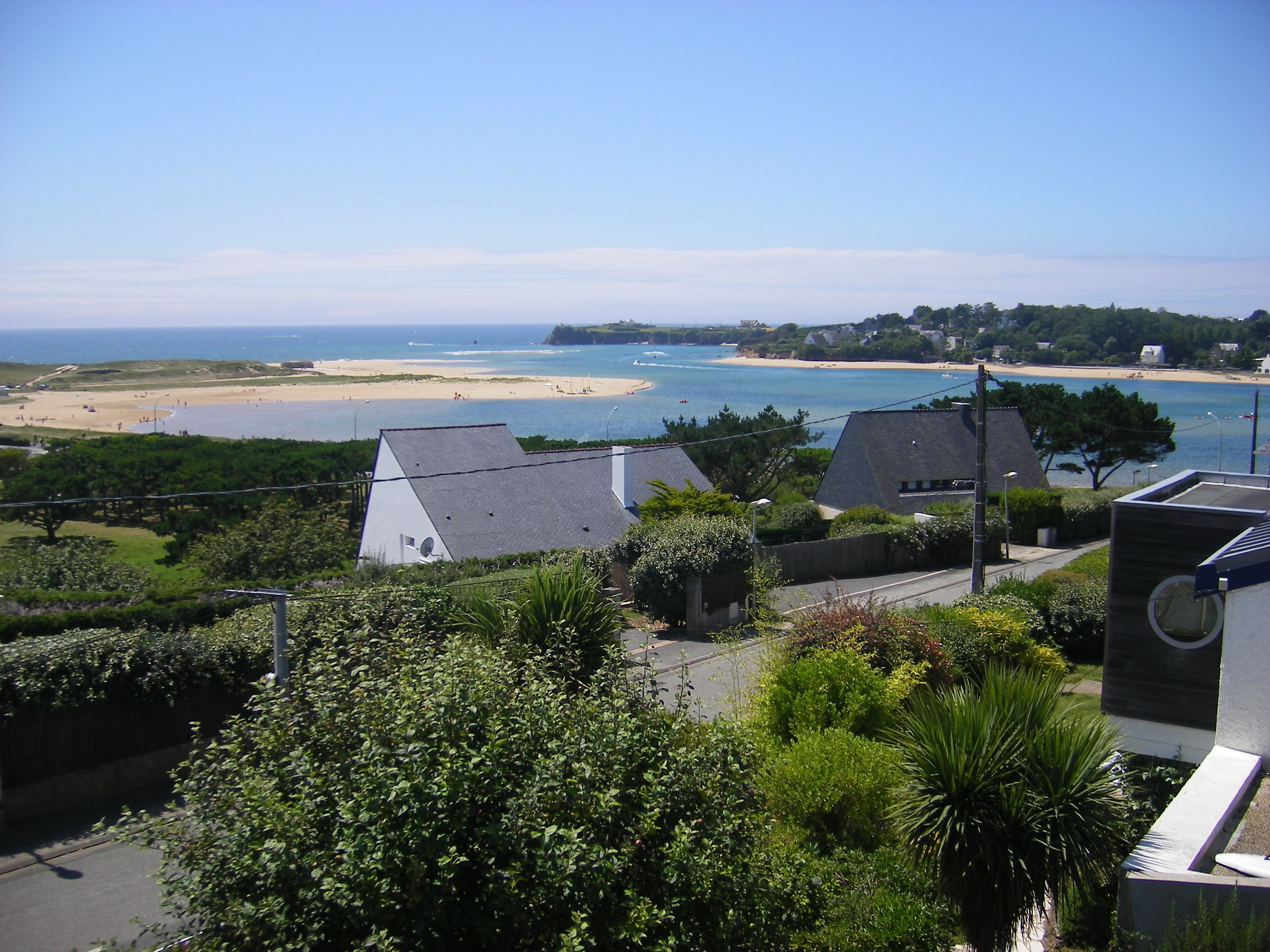
L'estuario della Laïta nei pressi di Guidel

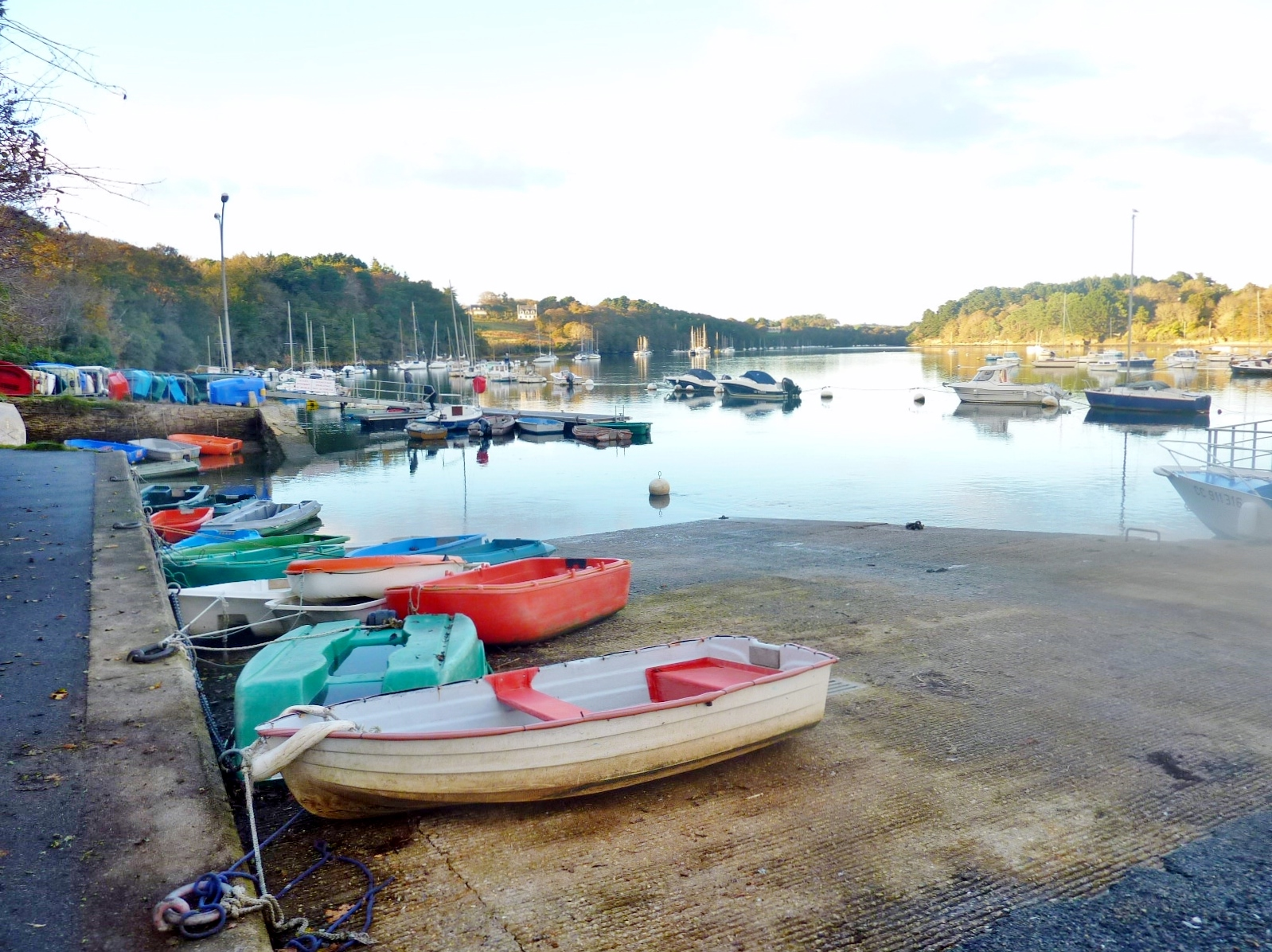
Il fiume Laïta a Le Pouldu

La Laïta (pron.: /laj'ta/; in bretone: Laeta) è un fiume costiero di 17 km della Francia nord-occidentale, che scorre interamente in Bretagna, lungo il confine tra i dipartimenti del Finistère e del Morbihan: nasce dalla confluenza dei fiumi Ellé e Isole,  nei pressi di Quimperlé e sfocia nell'oceano Atlantico, nei pressi di Le Pouldu. È anche chiamato, nel suo estuario, il "fiume di Le Pouldu".

## Geografia

### Dimensioni
L'estuario della Laïta misura tra i 50 e i 300 metri in larghezza.

## Flora e fauna

### Flora
Nella valle della Laïta vive un muschio di colore rossastro, lo sphagnum pylaisii.

### Fauna
Lungo la Laïta vivono pesci dal carattere prettamente migratorio.
Nel fiume vive inoltre un mollusco, il margaritifera margaritifera.

## La Laïta nell'arte
- Alla Laïta è dedicato il dipinto di Paul Sérusier Les laveuses à la Laïta (1892), conservato a Parigi, nel Musée d'Orsay[2]
- Al fiume è dedicato il dipinto di Henri Rivière Voiliers sur la Laïta (1899)[3]

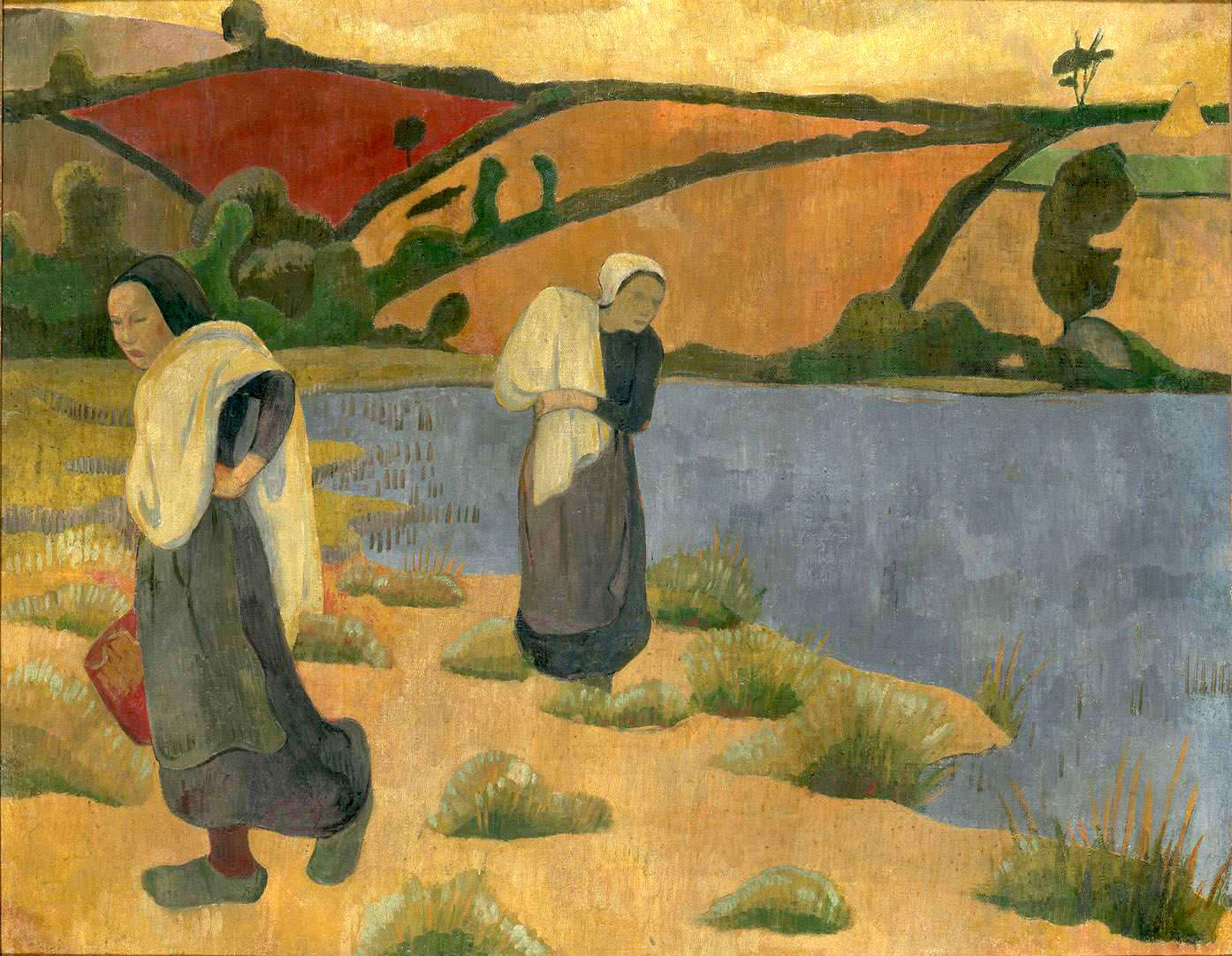
Les laveuses à la Laïta (1892) di Paul Sérusier